# Keskeny levelű araukária
A keskeny levelű araukária vagy brazíliai araukária (Araucaria angustifolia) a tűlevelűek (Pinopsida) osztályában a fenyőalakúak (Pinales) rendjébe sorolt araukáriafélék (Araucariaceae) családjában a névadó nemzetség egyik faja.

## Előfordulása
Főleg Dél-Brazíliában:
- Rio Grande do Sul,
- Santa Catarina,
- Minas Gerais,
- Paraná és
- São Paulo szövetségi államokban

fordul elő, de elterjedési területe átnyúlik Argentína Misiones tartományába is.

## Megjelenése, jelépítése
Fiatal korábban fenyőfa alakú, később ernyőszerűvé szélesedik. Többnyire 25–30 m magasra nő. Széles, hegyes tűlevelei sok évig megmaradnak.

## Életmódja, termőhelye
Eredeti élőhelyén a hegyvidékek szubtrópusi erdőségeiben nő. Virágait az egyéb tűlevelűekéhez hasonlóan a szél porozza be; a virágai Brazíliában augusztustól októberig nyílnak. Tobozai két év alatt érnek be; tobozai május–augusztus között hullanak le. A kis magoncok mintegy négy év alatt fejlődnek sziklevélből facsemetévé. Először 12–15 éves korában virágzik.

## Felhasználása
Brazília legfontosabb exportfája. Így például 1963-ban Brazília teljes faexportja 1 224 000 m³ volt, és ebből 1 221 000 m³ keskeny levelű araukária (Urania). A Természetvédelmi Világszövetség vörös listájának adatai szerint 1900–1995 között, zömmel 1930 után a fák 97%-át vágták ki.
Termése ehető.